# Сцена на Северо-Западе (Портрет Джона Генри Лефроя)
«Сцена на Северо-Западе (Портрет Джона Генри Лефроя)» (англ. Scene in the Northwest: Portrait of John Henry Lefroy), также известная, как «Топограф» (англ. The Surveyor) — картина канадского художника Пола Кейна, написана в 1845 году и представляет собой живопись маслом на холсте размером 50,9×78,7 см. В настоящее время хранится в Художественной галерее Онтарио в Торонто. В 2002 году на аукционе полотно было продано за 5,1 миллионов канадских долларов, что сделало его самой дорогой канадской картиной из когда-либо проданных. Полотно было куплено предпринимателем Кеном Томсоном, который затем подарил его Художественной галерее Онтарио. На картине изображен британский исследователь Джон Генри Лефрой во время своей успешной экспедиции по нанесению на карту Северного магнитного полюса.
Лефрой вернулся в Торонто в ноябре 1844 года, и, вероятно, картина была написана Кейном вскоре после его возвращения из экспедиции. Лефрой помог Кейну, убедив главу Компании Гудзонова залива Джорджа Симпсона профинансировать западные экспедиции художника, в которые тот отправился в июне 1845 года. На картине Лефрой изображён в «курьер-де-буа» — одежде лесного курьера, снегоступах, стоящим перед собачьей упряжкой. На заднем плане один из его товарищей идет к женщине из племени типи.
Лефрой вернулся в Англию в 1853 году, взяв с собой картину. Оригинал оставался в семье исследователя в течение примерно ста пятидесяти лет, но они не знали ни об авторе полотна, ни о его ценности. О картине снова заговорили, когда исследователи из Библиотеки и архива Канады и Художественной галереи Онтарио обнаружили полотно у одного из потомков Лефроя. В феврале 2002 года картина была выставлена на аукцион Сотбис в Торонто и продана за 5 062 500 долларов США. Первоначально картина оценивалась экспертами от 450 000 до 550 000 долларов США, но конкуренция за полотно на аукционе значительно превысила его оценочную стоимость. На аукционе разгорелась борьба между канадскими агентом и его двумя американскими коллегами. Предыдущий рекорд по продаже произведения искусства канадского автора составил  2,2 миллиона долларов США и также принадлежал предпринимателю Кену Томсону, приобретшему за эту цену картину «Баффинов остров» кисти Лоурена Харриса. Цена продажи картины «Сцена на северо-западе: портрет Джона Генри Лефроя» почти в десять раз превысила цену, за которую когда-либо приобретались полотна Кейна; предыдущий рекорд 1999 года составил 525 000 долларов и принадлежал картине «Портрет Монгвудоса».
Хотя искусствоведам не было известно об оригинале картины, её копия более века хранилась в Канаде. Эта версия была приобретена музеем Гленбоу в Калгари в 1950-х годах. Имя автора этой картины было забыто, что привело к многолетним спорам об авторстве. Некоторые искусствоведы приписывали полотно кисти Кейну и другие Корнелиуса Кригофа. Открытие оригинала привело к консенсусному мнению, что это копия работы Кейна, сделанная другим художником того же периода. Существует предположение о том, что копия была написана женой Кейна, художницей Харриет Кленч.

#### Статьи
- Adams J. Canadian painting sells for record $5-million (англ.) // The Globe and Mail : newspaper. — 26 february 2002. — P. 1.
- Boswell R. A Canadian treasure rediscovered (англ.) // The Ottawa Citizen : newspaper. — 28 february 2002. — P. 1.
- Stoffman J. A rare painting by Paul Kane sets a new record for Canadian art (англ.) // Toronto Star : newspaper. — 26 february 2002. — P. 3.